# Territoriale indeling van São Paulo

São Paulo

De Braziliaanse deelstaat São Paulo is ingedeeld in 15 mesoregio's, 63 microregio's en 645 gemeenten.

## Araçatuba (mesoregio)
3 microregio's, 36 gemeenten

### Andradina (microregio)
11 gemeenten:
Andradina -
Castilho -
Guaraçaí -
Ilha Solteira -
Itapura -
Mirandópolis -
Murutinga do Sul -
Nova Independência -
Pereira Barreto -
Sud Mennucci -
Suzanápolis

### Araçatuba (microregio)
7 gemeenten:
Araçatuba -
Bento de Abreu -
Guararapes -
Lavínia -
Rubiácea -
Santo Antônio do Aracanguá -
Valparaíso

### Birigui (microregio)
18 gemeenten:
Alto Alegre -
Avanhandava -
Barbosa -
Bilac -
Birigui -
Braúna -
Brejo Alegre -
Buritama -
Clementina -
Coroados -
Gabriel Monteiro -
Glicério -
Lourdes -
Luiziânia -
Penápolis -
Piacatu -
Santópolis do Aguapeí -
Turiúba

## Araraquara (mesoregio)
2 microregio's, 21 gemeenten

### Araraquara (microregio)
15 gemeenten:
Américo Brasiliense -
Araraquara -
Boa Esperança do Sul -
Borborema -
Dobrada -
Gavião Peixoto -
Ibitinga -
Itápolis -
Matão -
Motuca -
Nova Europa -
Rincão -
Santa Lúcia -
Tabatinga -
Trabiju

### São Carlos (microregio)
6 gemeenten:
Analândia -
Descalvado -
Dourado -
Ibaté -
Ribeirão Bonito -
São Carlos

## Assis (mesoregio)
2 microregio's, 35 gemeenten

### Assis (microregio)
17 gemeenten:
Assis -
Borá -
Campos Novos Paulista -
Cândido Mota -
Cruzália -
Florínea -
Ibirarema -
Iepê -
Lutécia -
Maracaí -
Nantes -
Palmital -
Paraguaçu Paulista -
Pedrinhas Paulista -
Platina -
Quatá -
Tarumã

### Ourinhos (microregio)
18 gemeenten:
Bernardino de Campos -
Canitar -
Chavantes -
Espírito Santo do Turvo -
Fartura -
Ipaussu -
Manduri -
Óleo -
Ourinhos -
Piraju -
Ribeirão do Sul -
Salto Grande -
Santa Cruz do Rio Pardo -
São Pedro do Turvo -
Sarutaiá -
Taguaí -
Tejupá -
Timburi

## Bauru (mesoregio)
5 microregio's, 56 gemeenten

### Avaré (microregio)
8 gemeenten:
Águas de Santa Bárbara -
Arandu -
Avaré -
Cerqueira César -
Iaras -
Itaí -
Itatinga -
Paranapanema

### Bauru (microregio)
21 gemeenten:
Agudos -
Arealva -
Areiópolis -
Avaí -
Balbinos -
Bauru -
Borebi -
Cabrália Paulista -
Duartina -
Guarantã -
Iacanga -
Lençóis Paulista -
Lucianópolis -
Paulistânia -
Pirajuí -
Piratininga -
Pongaí -
Presidente Alves -
Reginópolis -
Ubirajara -
Uru

### Botucatu (microregio)
7 gemeenten:
Anhembi -
Bofete -
Botucatu -
Conchas -
Pardinho -
Pratânia -
São Manuel

### Jaú (microregio)
12 gemeenten:
Bariri -
Barra Bonita -
Bocaina -
Boraceia -
Dois Córregos -
Igaraçu do Tietê -
Itaju -
Itapuí -
Jaú -
Macatuba -
Mineiros do Tietê -
Pederneiras

### Lins (microregio)
8 gemeenten:
Cafelândia -
Getulina -
Guaiçara -
Guaimbê -
Júlio Mesquita -
Lins -
Promissão -
Sabino

## Campinas (mesoregio)
5 microregio's, 49 gemeenten

### Amparo (microregio)
8 gemeenten:
Águas de Lindóia -
Amparo -
Lindóia -
Monte Alegre do Sul -
Pedra Bela -
Pinhalzinho -
Serra Negra -
Socorro

### Campinas (microregio)
16 gemeenten:
Americana -
Campinas -
Cosmópolis -
Elias Fausto -
Holambra -
Hortolândia -
Indaiatuba -
Jaguariúna -
Monte Mor -
Nova Odessa -
Paulínia -
Pedreira -
Santa Bárbara d'Oeste -
Sumaré -
Valinhos -
Vinhedo

### Mogi-Mirim (microregio)
7 gemeenten:
Artur Nogueira -
Engenheiro Coelho -
Estiva Gerbi -
Itapira -
Mogi-Guaçu -
Mogi-Mirim -
Santo Antônio de Posse

### Pirassununga (microregio)
4 gemeenten:
Aguaí -
Pirassununga -
Porto Ferreira -
Santa Cruz das Palmeiras

### São João da Boa Vista (microregio)
14 gemeenten:
Águas da Prata -
Caconde -
Casa Branca -
Divinolândia -
Espírito Santo do Pinhal -
Itobi -
Mococa -
Santo Antônio do Jardim -
São João da Boa Vista -
São José do Rio Pardo -
São Sebastião da Grama -
Tambaú -
Tapiratiba -
Vargem Grande do Sul

## Itapetininga (mesoregio)
4 microregio's, 36 gemeenten

### Capão Bonito (microregio)
10 gemeenten:
Apiaí -
Barra do Chapéu -
Capão Bonito -
Guapiara -
Iporanga -
Itaoca -
Itapirapuã Paulista -
Ribeira -
Ribeirão Branco -
Ribeirão Grande

### Itapetininga (microregio)
5 gemeenten:
Alambari -
Angatuba -
Campina do Monte Alegre -
Guareí -
Itapetininga

### Itapeva (microregio)
12 gemeenten:
Barão de Antonina -
Bom Sucesso de Itararé -
Buri -
Coronel Macedo -
Itaberá -
Itapeva -
Itaporanga -
Itararé -
Nova Campina -
Riversul -
Taquarituba -
Taquarivaí

### Tatuí (microregio)
9 gemeenten:
Boituva -
Cerquilho -
Cesário Lange -
Laranjal Paulista -
Pereiras -
Porangaba -
Quadra -
Tatuí -
Torre de Pedra

## Litoral Sul Paulista (mesoregio)
2 microregio's, 17 gemeenten

### Itanhaém (microregio)
5 gemeenten:
Itanhaém -
Itariri -
Mongaguá -
Pedro de Toledo -
Peruíbe

### Registro (microregio)
12 gemeenten:
Barra do Turvo -
Cajati -
Cananéia -
Eldorado -
Iguape -
Ilha Comprida -
Jacupiranga -
Juquiá -
Miracatu -
Pariquera-Açu -
Registro -
Sete Barras

## Macro Metropolitana Paulista (mesoregio)
4 microregio's, 36 gemeenten

### Bragança Paulista (microregio)
11 gemeenten:
Atibaia -
Bom Jesus dos Perdões -
Bragança Paulista -
Itatiba -
Jarinu -
Joanópolis -
Morungaba -
Nazaré Paulista -
Piracaia -
Tuiuti -
Vargem

### Jundiaí (microregio)
5 gemeenten:
Campo Limpo Paulista -
Itupeva -
Jundiaí -
Louveira -
Várzea Paulista

### Piedade (microregio)
5 gemeenten:
Ibiúna -
Piedade -
Pilar do Sul -
São Miguel Arcanjo -
Tapiraí

### Sorocaba (microregio)
15 gemeenten:
Alumínio -
Araçariguama -
Araçoiaba da Serra -
Cabreúva -
Capela do Alto -
Iperó -
Itu -
Mairinque -
Porto Feliz -
Salto -
Salto de Pirapora -
São Roque -
Sarapuí -
Sorocaba -
Votorantim

## Marília (mesoregio)
2 microregio's, 20 gemeenten

### Marília (microregio)
13 gemeenten:
Álvaro de Carvalho -
Alvinlândia -
Echaporã -
Fernão -
Gália -
Garça -
Lupércio -
Marília -
Ocauçu -
Oriente -
Oscar Bressane -
Pompeia -
Vera Cruz

### Tupã (microregio)
7 gemeenten:
Arco-Íris -
Bastos -
Herculândia -
Iacri -
Queiroz -
Quintana -
Tupã

## Metropolitana de São Paulo (mesoregio)
7 microregio's, 45 gemeenten

### Franco da Rocha (microregio)
4 gemeenten:
Caieiras -
Francisco Morato -
Franco da Rocha -
Mairiporã

### Guarulhos (microregio)
3 gemeenten:
Arujá -
Guarulhos -
Santa Isabel

### Itapecerica da Serra (microregio)
8 gemeenten:
Cotia -
Embu -
Embu-Guaçu -
Itapecerica da Serra -
Juquitiba -
São Lourenço da Serra -
Taboão da Serra -
Vargem Grande Paulista

### Mogi das Cruzes (microregio)
8 gemeenten:
Biritiba Mirim -
Ferraz de Vasconcelos -
Guararema -
Itaquaquecetuba -
Mogi das Cruzes -
Poá -
Salesópolis -
Suzano

### Osasco (microregio)
8 gemeenten:
Barueri -
Cajamar -
Carapicuíba -
Itapevi -
Jandira -
Osasco -
Pirapora do Bom Jesus -
Santana de Parnaíba

### Santos (microregio)
6 gemeenten:
Bertioga -
Cubatão -
Guarujá -
Praia Grande -
Santos -
São Vicente

### São Paulo (microregio)
8 gemeenten:
Diadema -
Mauá -
Ribeirão Pires -
Rio Grande da Serra -
Santo André -
São Bernardo do Campo -
São Caetano do Sul -
São Paulo

## Piracicaba (mesoregio)
3 microregio's, 26 gemeenten

### Limeira (microregio)
8 gemeenten:
Araras -
Conchal -
Cordeirópolis -
Iracemápolis -
Leme -
Limeira -
Santa Cruz da Conceição -
Santa Gertrudes

### Piracicaba (microregio)
12 gemeenten:
Águas de São Pedro -
Capivari -
Charqueada -
Jumirim -
Mombuca -
Piracicaba -
Rafard -
Rio das Pedras -
Saltinho -
Santa Maria da Serra -
São Pedro -
Tietê

### Rio Claro (microregio)
6 gemeenten:
Brotas -
Corumbataí -
Ipeúna -
Itirapina -
Rio Claro -
Torrinha

## Presidente Prudente (mesoregio)
3 microregio's, 54 gemeenten

### Adamantina (microregio)
14 gemeenten:
Adamantina -
Flora Rica -
Flórida Paulista -
Inúbia Paulista -
Irapuru -
Lucélia -
Mariápolis -
Osvaldo Cruz -
Pacaembu -
Parapuã -
Pracinha -
Rinópolis -
Sagres -
Salmourão

### Dracena (microregio)
10 gemeenten:
Dracena -
Junqueirópolis -
Monte Castelo -
Nova Guataporanga -
Ouro Verde -
Panorama -
Paulicéia -
Santa Mercedes -
São João do Pau-d'Alho -
Tupi Paulista

### Presidente Prudente (microregio)
30 gemeenten:
Alfredo Marcondes -
Álvares Machado -
Anhumas -
Caiabu -
Caiuá -
Emilianópolis -
Estrela do Norte -
Euclides da Cunha Paulista -
Indiana -
João Ramalho -
Marabá Paulista -
Martinópolis -
Mirante do Paranapanema -
Narandiba -
Piquerobi -
Pirapozinho -
Presidente Bernardes -
Presidente Epitácio -
Presidente Prudente -
Presidente Venceslau -
Rancharia -
Regente Feijó -
Ribeirão dos Índios -
Rosana -
Sandovalina -
Santo Anastácio -
Santo Expedito -
Taciba -
Tarabai -
Teodoro Sampaio

## Ribeirão Preto (mesoregio)
7 microregio's, 66 gemeenten

### Barretos (microregio)
3 gemeenten:
Barretos -
Colina -
Colômbia

### Batatais (microregio)
7 gemeenten:
Altinópolis -
Batatais -
Cajuru -
Cássia dos Coqueiros -
Sales Oliveira -
Santa Cruz da Esperança -
Santo Antônio da Alegria

### Franca (microregio)
10 gemeenten:
Cristais Paulista -
Franca -
Itirapuã -
Jeriquara -
Patrocínio Paulista -
Pedregulho -
Restinga -
Ribeirão Corrente -
Rifaina -
São José da Bela Vista

### Ituverava (microregio)
5 gemeenten:
Aramina -
Buritizal -
Guará -
Igarapava -
Ituverava

### Jaboticabal (microregio)
17 gemeenten:
Bebedouro -
Cândido Rodrigues -
Fernando Prestes -
Guariba -
Jaboticabal -
Monte Alto -
Monte Azul Paulista -
Pirangi -
Pitangueiras -
Santa Ernestina -
Taiaçu -
Taiuva -
Taquaral -
Taquaritinga -
Terra Roxa -
Viradouro -
Vista Alegre do Alto

### Ribeirão Preto (microregio)
16 gemeenten:
Barrinha -
Brodowski -
Cravinhos -
Dumont -
Guatapará -
Jardinópolis -
Luís Antônio -
Pontal -
Pradópolis -
Ribeirão Preto -
Santa Rita do Passa Quatro -
Santa Rosa de Viterbo -
São Simão -
Serra Azul -
Serrana -
Sertãozinho

### São Joaquim da Barra (microregio)
8 gemeenten:
Guaíra -
Ipuã -
Jaborandi -
Miguelópolis -
Morro Agudo -
Nuporanga -
Orlândia -
São Joaquim da Barra

## São José do Rio Preto (mesoregio)
8 microregio's, 109 gemeenten

### Auriflama (microregio)
9 gemeenten:
Auriflama -
Floreal -
Gastão Vidigal -
General Salgado -
Guzolândia -
Magda -
Nova Castilho -
Nova Luzitânia -
São João de Iracema

### Catanduva (microregio)
13 gemeenten:
Ariranha -
Cajobi -
Catanduva -
Catiguá -
Elisiário -
Embaúba -
Novais -
Palmares Paulista -
Paraíso -
Pindorama -
Santa Adélia -
Severínia -
Tabapuã

### Fernandópolis (microregio)
11 gemeenten:
Estrela d'Oeste -
Fernandópolis -
Guarani d'Oeste -
Indiaporã -
Macedônia -
Meridiano -
Mira Estrela -
Ouroeste -
Pedranópolis -
São João das Duas Pontes -
Turmalina

### Jales (microregio)
23 gemeenten:
Aparecida d'Oeste -
Aspásia -
Dirce Reis -
Dolcinópolis -
Jales -
Marinópolis -
Mesópolis -
Nova Canaã Paulista -
Palmeira d'Oeste -
Paranapuã -
Pontalinda -
Populina -
Rubinéia -
Santa Albertina -
Santa Clara d'Oeste -
Santa Fé do Sul -
Santa Rita d'Oeste -
Santa Salete -
Santana da Ponte Pensa -
São Francisco -
Três Fronteiras -
Urânia -
Vitória Brasil

### Nhandeara (microregio)
9 gemeenten:
Macaubal -
Monções -
Monte Aprazível -
Neves Paulista -
Nhandeara -
Nipoã -
Poloni -
Sebastianópolis do Sul -
União Paulista

### Novo Horizonte (microregio)
6 gemeenten:
Irapuã -
Itajobi -
Marapoama -
Novo Horizonte -
Sales -
Urupês

### São José do Rio Preto (microregio)
29 gemeenten:
Adolfo -
Altair -
Bady Bassitt -
Bálsamo -
Cedral -
Guapiaçu -
Guaraci -
Ibirá -
Icém -
Ipiguá -
Jaci -
José Bonifácio -
Mendonça -
Mirassol -
Mirassolândia -
Nova Aliança -
Nova Granada -
Olímpia -
Onda Verde -
Orindiúva -
Palestina -
Paulo de Faria -
Planalto -
Potirendaba -
São José do Rio Preto -
Tanabi -
Ubarana -
Uchoa -
Zacarias

### Votuporanga (microregio)
9 gemeenten:
Álvares Florence -
Américo de Campos -
Cardoso -
Cosmorama -
Parisi -
Pontes Gestal -
Riolândia -
Valentim Gentil -
Votuporanga

## Vale do Paraíba Paulista (mesoregio)
6 microregio's, 39 gemeenten

### Bananal (microregio)
5 gemeenten:
Arapeí -
Areias -
Bananal -
São José do Barreiro -
Silveiras

### Campos do Jordão (microregio)
4 gemeenten:
Campos do Jordão -
Monteiro Lobato -
Santo Antônio do Pinhal -
São Bento do Sapucaí

### Caraguatatuba (microregio)
4 gemeenten:
Caraguatatuba -
Ilhabela -
São Sebastião -
Ubatuba

### Guaratinguetá (microregio)
11 gemeenten:
Aparecida -
Cachoeira Paulista -
Canas -
Cruzeiro -
Guaratinguetá -
Lavrinhas -
Lorena -
Piquete -
Potim -
Queluz -
Roseira

### Paraibuna e Paraitinga (microregio)
7 gemeenten:
Cunha -
Jambeiro -
Lagoinha -
Natividade da Serra -
Paraibuna -
Redenção da Serra -
São Luís do Paraitinga

### São José dos Campos (microregio)
8 gemeenten:
Caçapava -
Igaratá -
Jacareí -
Pindamonhangaba -
Santa Branca -
São José dos Campos -
Taubaté -
Tremembé
Acre · Alagoas · Amapá · Amazonas · Bahia · Ceará · Espírito Santo · Federaal District · Goiás · Maranhão · Mato Grosso · Mato Grosso do Sul · Minas Gerais · Pará · Paraíba · Paraná · Pernambuco · Piauí · Rio de Janeiro · Rio Grande do Norte · Rio Grande do Sul · Rondônia · Roraima · Santa Catarina · São Paulo · Sergipe · Tocantins